# 魏志倭人伝
魏志倭人伝（ぎしわじんでん）は、中国の歴史書『三国志』中の「魏書」第30巻烏丸鮮卑東夷伝（）倭人条の略称。当時、日本列島にいた民族・住民の倭人（日本人）の習俗や地理などについて書かれている。『三国志』は、西晋の陳寿により3世紀末（280年（呉の滅亡）- 297年（陳寿の没年）の間）に書かれ、陳寿の死後、中国では正史として重んじられた。

## 概要
『三国志』の中に「倭人伝」という独立した列伝が存在したわけではなく、『魏書』巻三十「烏丸鮮卑東夷伝」の一部に倭の記述がある。
中国の正史中で、はじめて日本列島に関するまとまった記事が書かれている。『後漢書』東夷伝のほうが扱う時代は古いが、『三国志』魏志倭人伝のほうが先に書かれた。なお講談社学術文庫『倭国伝』では『後漢書』を先に収録している。
当時の倭（後の日本とする説もある）に、女王が邪馬台国に都を置く倭国が存在し、またこれに属さない国も存在していたことが記されており、その位置・官名、生活様式についての記述が見られる。また、本書には当時の倭人の風習や動植物の様子が記述されていて、3世紀の日本列島を知る史料となっている。
景初2年（238年）に、邪馬台国女王卑弥呼の使者が明帝への拝謁を求めて洛陽に到着したとあり、これが事実であれば、拝謁した皇帝は曹叡ということになるが、この遣使の年は景初3年であるという異説（梁書倭国伝など）もあり、その場合には使者が拝謁したのは曹芳ということになる。
しかし、必ずしも当時の日本列島の状況を正確に伝えているとは限らないことから邪馬台国に関する論争の原因になっており、岡田英弘など『魏志倭人伝』の史料としての価値に疑念を投げかける研究者も一定数いる。岡田は、位置関係や里程にズレが大きく信頼性に欠けるとの見解を述べている。宝賀寿男は「『魏志倭人伝』が完全ではなく、トータルで整合性が取れていないし、書写期間が長いのだから、手放しで同時代史料というわけにはいかない。『魏略』は『三国志』より先行成立は確実とされるが、現存の逸文には誤記も多い」ことを指摘している。さらに、『三国志』の研究者である渡邉義浩は、『三国志』の「魏書」と同様に魏志倭人伝は著者である陳寿が実際に朝鮮半島や日本に訪問して書かれた文献ではなく、あくまで噂や朝鮮半島や日本に訪問したことがある人々からの聞伝えで書かれていて信憑性には疑問があると述べている。また『魏志倭人伝』には「卑弥呼が使者を派遣した当時の曹魏の内政・外交や史家の世界観に起因する、多くの偏向（歪んだ記述）が含まれている」との見解を述べている。
陳寿は魏志倭人伝を書くにのに当時最新の情報である梯儁、張政などの魏使の報告書や魏の公文書だけでなく、先行する『「漢書地理志』や『山海経』など古い文献や『魏略』が参考にした元資料、遼東公孫氏の記録など時代が異なる雑多な資料を組み合わせた為に整合性が取れていない部分や文書の意味が取りにくく、前述の様に読み手に誤解や混乱を招いている。

## 版本
現存する数種の版本のうち、宮内庁書陵部蔵の「南宋紹煕年間の刻本」が最善本とされているが、後述のように異論もある。この刻本を「紹煕本」（しょうきぼん）という。
「紹煕本」を魏志倭人伝を含む正史『三国志』の最善本と鑑定したのは正史の原文校訂に尽力した民国時代の学者・張元済である。張は各種の版本を検討した結果、「紹煕本」は非常に優れていると提唱した。清朝の武英殿版正史の校訂を行った考証学者の本文研究とも合致しているというのがその理由である。
この説には安本美典らによる批判がある。安本らは「紹煕本」を最善のテキストだと認めない。安本らは「紹煕本」を民間の粗雑な刻本（坊刻本）とし、しかも刊行年代は慶元年間のものだとしている。安本らはもう一つの善本である南宋紹興本を評価している。
「紹煕本」を元に張元済が刊行したのが百衲本（ひゃくのうぼん）である。ただし、張は「紹煕本」の欠けている三巻をもう一つの善本である南宋紹興刻本で補っている。
活字本としては現在の中国で諸本を校訂し、句読点を付した「中華書局本」が（初版1959年、北京）、日本でも入手可能である。また、返り点をつけたものとして、講談社学術文庫『倭国伝』(藤堂, 竹田 & 影山 2010)がある。
「倭人伝」は、百衲本の影印版を見れば段落もなく書かれているが、中華書局版と講談社学術文庫版では6段落に分けられている。内容的には、大きく3段落に分けて理解されている。
なお、版本・引用文ごとの主な異同を記せば以下のようになる。細かい異同はさらにさらに多いが、論争になっている箇所のみをあげた。引用文については、魏志からの引用であることが明記されているものに限った。
| 紹煕本   | 紹興本   | 隋書     | 太平御覧 | 梁書     | 北史     |
| -------- | -------- | -------- | -------- | -------- | -------- |
| 對海國   | 對馬國   |          | 對馬國   |          |          |
| 投馬國   | 投馬國   |          | 於投馬國 | 投馬國   |          |
| 邪馬壹國 | 邪馬壹國 | 邪馬臺國 | 耶馬臺國 | 祁馬臺國 | 邪馬臺國 |
| 郡支國   | 都支國   |          |          |          |          |
| 壹與     | 壹與     |          | 臺挙     | 臺與     | 臺與     |

## 倭と魏の関係

### 卑弥呼と壹與
元々は男子を王として70 - 80年を経たが、倭国全体で長期間にわたる騒乱が起こった（いわゆる「倭国大乱」と考えられている）。そこで、卑弥呼と言う一人の女子を王に共立することによってようやく混乱を鎮めた。
卑弥呼は、鬼道に事え衆を惑わした。年長で夫はいなかった。弟が国政を補佐した。王となって以来人と会うことは少なかった。1000人の従者が仕えていたが、居所である宮室には、ただ一人の男子が入って、飲食の給仕や伝言の取次ぎをした。樓観や城柵が厳めしく設けられ、常に兵士が守衛していた。
卑弥呼は景初2年（238年）以降、帯方郡を通じて魏に使者を送り、皇帝から「親魏倭王」に任じられた。正始8年（247年）には、狗奴国との紛争に際し、帯方郡から塞曹掾史張政が派遣されている。
正始8年（247年）頃に卑弥呼が死去すると塚がつくられ、100人が徇葬した。その後男王を立てるが国中が服さず更に殺し合い1000余人が死んだ。再び卑弥呼の宗女（一族、または宗派の女性）である13歳の壹與を王に立て国は治まった。先に倭国に派遣された張政は檄文をもって壹與を諭しており、壹與もまた魏に使者を送っている。

### 魏・晋との外交
- 景初2年6月（238年）に女王は大夫の難升米と次使の都市牛利を帯方郡に派遣して天子に拝謁することを願い出た[注釈 4]。帯方太守の劉夏は彼らを都に送り、使者は男の生口（奴隷）4人と女の生口6人、それに班布2匹2丈を献じた。12月、皇帝はこれを歓び、女王を親魏倭王と為し、金印紫綬を授け、銅鏡100枚を含む莫大な下賜品を与え、難升米を率善中郎将と為し、牛利を率善校尉と為した。
  - 景初3年1月1日に12月8日から病床についていた（『三国志』裴注引用　習鑿歯『漢晋春秋』）魏の皇帝である明帝（曹叡）が死去。斉王が次の皇帝となった。
- 正始元年（240年）に帯方太守弓遵は建中校尉梯儁らを詔書と印綬を持って倭国に派遣し、倭王の位を仮授して下賜品を与えた。
- 正始4年（243年）に女王は再び魏に使者として大夫伊聲耆、掖邪狗らを送り、奴隷と布を献上。皇帝（斉王）は掖邪狗らを率善中郎将と為した。
- 正始6年（245年）、皇帝（斉王）は、帯方郡を通じて難升米に黄幢（黄色い旗さし）を下賜するよう詔した。しかし同年からの濊との戦いに続く韓との戦いにおいて、太守弓遵は戦死しているため、実行されていない。
- 正始8年（247年）、新太守の王頎が着任する。女王は載斯烏越を使者として派遣して狗奴国との戦いを報告した。太守は塞曹掾史張政らを倭国に派遣したが、この派遣は同年の倭の報告によるものではなく、正始6年の詔によるもの。
- 女王位についた壹與（正始8年の派遣の時点で既に女王が壹與である可能性がある）は掖邪狗ら20人に張政の帰還を送らせ、掖邪狗らはそのまま都に向かい男女の生口30人と白珠5000孔、青大句珠2枚、異文の雑錦20匹を貢いだ。

また、『日本書紀』の「神功紀」は、晋武帝泰初2年（泰始2年（266年）の誤り）の『晋起居注』（現存しない）に泰初2年10月、倭の女王が通訳を重ねて貢献したとの記述があるとしている。
現存する『晋書』武帝紀には、泰始2年11月、倭人が朝貢したという記事があり、四夷伝には泰始の初めに倭の女王が通訳を重ねて朝貢したともあるので、この女王は壹與と考えられている。魏に代って成立した晋の皇帝（武帝）に朝貢したものと考えられる。

### 倭国のその後
3世紀半ばの壹與の朝貢の記録を最後に、5世紀の義熙9年（413年）の倭王讃の朝貢（倭の五王）まで150年近く中国の史書からは倭国に関する記録はなくなる。この間を埋めるものとして広開土王碑がある、碑には391年に倭が百済、新羅を破り、高句麗の第19代の王である広開土王（好太王）と戦ったとある。

## 邪馬台国までの行程と倭国の様子
「魏志倭人伝」によると、倭人は山島に依って国邑とし、遼東郡太守公孫康が現ソウル付近に設置した帯方郡を介して朝貢を行い、記述の時点では30箇国が使者を通わせている。
帯方郡から倭に至る行程について、魏志韓伝（『三国志』魏書三十, 烏丸鮮卑東夷伝）は、帯方郡の南方の韓と倭の位置と境界に関して、
韓在帶方之南、東西以海為限、南與倭接。方可四千里。有三種、一曰馬韓、二曰辰韓、三曰弁韓。
韓は帯方郡の南に在り、東西は海で尽き、南は倭と接する。方四千里ばかり。韓は三つに区分される。一つ目は馬韓、二つ目は辰韓、三つ目は弁韓という。
と述べ、「韓」は朝鮮半島中部以南の東海岸から西海岸に至る地域を占めるが、南は「倭」と接しているという。
『後漢書』東夷伝（列伝第七十五）は、三韓の位置関係をより具体的に、
馬韓在西、有五十四國、其北與樂浪、南與倭接。辰韓在東、十有二國、其北與濊貊接。弁辰在辰韓之南、亦十有二國、其南亦與倭接。
馬韓は西部に在り、54国を有し、その北は楽浪郡と、南は倭と接する。辰韓は東部に在り、12国を有し、その北は濊貊と接する。弁辰は辰韓の南に在り、また十二国を有し、その南はまた倭と接する。
と述べ、「韓」の西部に馬韓、東部の北部に辰韓、南部に弁辰（辰韓）があるとする。馬韓と弁辰が各々その南方で「倭と接する」と述べ、ここでも｢韓｣は南で「倭」と接しているとしている。後漢献帝建安年間に創設された帯方郡は、認識されていないと見える。

### 邪馬台国までの国と行程
官名等には諸説がある。
 魏志倭人伝の原文（中華書局本）の抜粋と、石原道博編訳の「新訂 魏志倭人伝」を踏まえた日本語訳を収録した。「新訂 魏志倭人伝」には当時の倭国各国の推定位置も記されているが、ここでは大部分を省いた。
| 原文 | 日本語訳 |
| --- | --- |
| 倭人在帶方東南大海之中、依山㠀爲國邑。舊百餘國、漢時有朝見者。今使譯所通三十國。                                                                           | 倭人は帯方（今の韓国ソウル付近）の東南大海の中に住み、山島に依って国邑をつくる。もとは百余国。漢のときに朝見（参内して天子に拝謁）する者があり、いま使者と通訳を接触させているのは三十国。 |
| 從郡至倭、循海岸水行、歷韓國、乍南乍東、到其北岸狗邪韓國、七千餘里。                                                                                       | 郡（帯方郡）から倭に至るには、海岸に従って水行し、韓国(馬韓)を経て、あるいは南へ、あるいは東へ進み、その（=倭国の）北岸の狗邪韓国（くやかんこく。伽耶・加羅・金海）に到着する。（帯方郡から隔たること）七千余里。 |
| 始度一海千餘里、至對馬國、其大官曰卑狗、副曰卑奴母離、所居絶㠀、方可四百餘里。土地山險、多深林、道路如禽鹿徑。有千餘戸。無良田、食海物自活、乗船南北市糴。 | 始めて一海を渡ること千余里で、対馬国に至る。その大官を卑狗（ひこ。彦か）と言い、副官を卑奴母離（ひなもり。夷守・火守か）と言う。居るところは絶遠の島で、四方は四百余里ばかりか。土地は山が険しく、深林が多く、道路は鳥や鹿の径（みち）のようだ。千余戸ある。良い田はなく、海産物を食べて自活し、船に乗って南北に行き、米を買うなどする。 |
| 又南渡一海千餘里、名曰瀚海、至一大國。官亦曰卑狗、副曰卑奴母離。方可三百里。多竹木叢林。有三千許家。差有田地、耕田猶不足食、亦南北市糴。                   | また南に一海を渡ること千余里、瀚海（かんかい。大海・対馬海峡）という名である。一大国（一支・壱岐）に至る。官をまた卑狗と言い、副官を卑奴母離と言う。四方は三百里ばかりか。竹林・叢林が多く、三千あまりの家がある。やや田地があり、田を耕してもなお食べるには足らず、また南北に行き、米を買うなどする。                                   |
| 又渡一海千餘里、至末廬國。有四千餘戸、濱山海居。草木茂盛、行不見前人。好捕魚鰒、水無深淺、皆沈没取之。                                                     | また一海をわたること千余里で末廬国（まつろこく。松浦市周辺）に至る。四千余戸ある。山と海の間の海岸に居住する。草木が盛んに茂り、歩いてゆくと前の人が見えない。好んで魚やアワビを捕え、水は深くても浅くても、皆が潜って取る。 |
| 東南陸行五百里、到伊都國。官曰爾支、副曰泄謨觚・柄渠觚。有千餘戸。丗有王、皆統屬女王國。郡使往來常所駐。                                                   | 東南に陸行五百里で、伊都国（いとこく・いつこく。糸島付近）に到着する。官を爾支（にき。稲置・県主か）といい、副官を泄謨觚（せもこ。島子・妹子か）・柄渠觚（へくこ。彦子・日桙か）と言う。千余戸ある。世に王がいた、みなは女王国に統属していた。（帯方）郡の使者が往来し、常駐する場所である。                                             |
| 東南至奴國百里。官曰兕馬觚、副曰卑奴母離。有二萬餘戸。 | 東南の奴国（なこく・ぬこく。那珂川市、春日市、大野城市付近）まで百里で至る。官を兕馬觚（しまこ。島子か）と言い、副官を卑奴母離と言う。二万余戸ある。 |
| 東行至不彌國百里。官曰多模、副曰卑奴母離。有千餘家。 | 東行して不弥国に（ふみこく・ふやこく。博多湾岸付近）まで百里で至る。官を多模（たま。玉・魂・玉造か）と言い、副官を卑奴母離と言う。千余家ある。 |
| 南至投馬國、水行二十曰。官曰彌彌、副曰彌彌那利。可五萬餘戸。                                                                                               | 南へ投馬国に至る、水行二十日。官を彌彌（みみ。耳・美々か）と言い、副官を彌彌那利（みみなり。耳成・耳垂か）と言う。五万余戸ばかりか。 |
| 南至邪馬壹國。女王之所都、水行十日、陸行一月。 官有伊支馬、次曰彌馬升、次曰彌馬獲支、次曰奴佳鞮。可七萬餘戸。                                              | 南へ邪馬台国（邪馬壹国）に至る。女王によって都べられる（この都は動詞なので統べるの意味）所である。水行十日・陸行一月。官に伊支馬（いきま）があり、次を弥馬升（みましょう）と言い、次を弥馬獲支（みまかくき）と言い、次を奴佳鞮（なかてい）と言う。七万余戸ばかりか。                                                                     |

### その他の国々
女王国の以北にある、狗邪韓国、対馬国、一支国、末盧国、伊都国、奴国、不弥国と投馬国、邪馬台国の他に、遠くに在って国名だけしか分からない国として斯馬国、己百支国、伊邪国、都支国、彌奴国、 好古都国、不呼国、姐奴国、對蘇国、蘇奴国、 呼邑国、華奴蘇奴国、鬼国、爲吾国、鬼奴国、 邪馬国、躬臣国、巴利国、支惟国、烏奴国、奴国が記録されている。また、南の狗奴国の男王卑弥弓呼とは不和との記録もある。
奴国は2回記されているが同一の国とする説と別の国とする説がある。

#### 国々の読み方の一例
John R. Bentley は、2008年、Axel Schussler による後漢中国語の音韻体系と、上代日本語等の特徴を勘案して、当時の倭人語の音韻体系の再建を行った。地名を掲出すると、下表のようになる。
| 記載     | 晩期上古中国語   | 倭人語          |
| -------- | ---------------- | --------------- |
| 對馬     | *tuəs-maˀ        | *təsVma *tusVma |
| 一支     | *ʔit-kie         | *ike            |
| 末盧     | *mɑt-lɔ          | *mat-rɔ         |
| 伊都     | *ʔi-tɔ           | *itɔ            |
| 奴       | *nɑ              | *nɑ             |
| 不彌     | *pu-mie          | *pume           |
| 投馬     | *do-maˀ          | *toma           |
| 邪馬臺   | *ja-maˀ-də>*-dəɨ | *yama-tə(ɨ)     |
| 斯馬     | *sie-maˀ         | *sema           |
| 己百支   | *kɨəˀ-pɑk-kie    | *kɨpa-ke        |
| 伊邪     | *ʔi-ja           | *iya            |
| 都支     | *tɔ-kie          | *tɔke           |
| 彌奴     | *mie-nɔ          | *menɔ           |
| 好古都   | *houˀ-kɔˀ-tɔ     | *hokɔ-tɔ        |
| 不呼     | *pu-hɔ           | *puhɔ           |
| 姐奴     | *tsiɑˀ-nɔ        | *sanɔ           |
| 對蘇     | *tuəs-sɔ         | *təsɔ *tusɔ     |
| 蘇奴     | *sɔ-nɔ           | *sɔnɔ           |
| 呼邑     | *hɔ-ʔip          | *hɔ-ipV         |
| 華奴蘇奴 | *ɣua-nɔ-sɔ-nɔ    | *wanɔ-sɔnɔ      |
| 鬼       | *kuiˀ            | *kui            |
| 爲吾     | *wɑi-ŋɔ          | *wai-ŋgɔ        |
| 鬼奴     | *kuiˀ-nɔ         | *kui-nɔ         |
| 邪馬     | *ja-ma           | *yama           |
| 躬臣     | *kuŋ-gin         | *kuŋginV        |
| 巴利     | *pa-liʰ          | *pari           |
| 支惟     | *kie-wi          | *kewi           |
| 烏奴     | *ʔɔ-nɔ           | *ɔnɔ            |
| 奴       | *nɑ              | *na             |
| 狗奴     | *koˀ-nɔ          | *konɔ           |

 魏志倭人伝の原文の抜粋と、石原道博編訳の「新訂 魏志倭人伝」を踏まえた日本語訳を収録した。「新訂 魏志倭人伝」には当時の倭国各国の推定位置も記されているが、ここでは大部分を省いた。
| 原文 | 日本語訳 |
| --- | --- |
| 自女王國以北、其戸數道里可得略載、其餘旁國遠絶、不可得詳。 次有斯馬國、次有已百支國、次有伊邪國、次有都支國、次有彌奴國、 次有好古都國、次有不呼國、次有姐奴國、次有對蘇國、次有蘇奴國、 次有呼邑國、次有華奴蘇奴國、次有鬼國、次有爲吾國、次有鬼奴國、 次有邪馬國、次有躬臣國、次有巴利國、次有支惟國、次有烏奴國、次有奴國。 此女王境界所盡。 | 女王国から北は、その戸数や道里はほぼ記載できるが、それ以外の辺傍の国は遠く隔たり、詳しく知ることができない。次に斯馬国があり、次に己百支国があり、次に伊邪国があり、次に都支国があり、次に弥奴国があり、次に好古都国があり、次に不呼国があり、次に姐奴国があり、次に対蘇国があり、次に蘇奴国があり、次に呼邑国があり、次に華奴蘇奴国があり、次に鬼国があり、次に為吾国があり、次に鬼奴国があり、次に邪馬国があり、次に躬臣国があり、次に巴利国があり、次に支惟国があり、次に烏奴国があり、次に奴国（重出、また□奴国の誤脱か）がある。これが女王の境界の尽きるところである。 |
| 其南有狗奴國。男子爲王、其官有狗古智卑狗。不屬女王。 | その南に狗奴国があり、男を王とする。その官に狗古智卑狗がある。女王に属さない。 |

### 帯方郡から女王国（邪馬台国）までの里数
| 自郡至女王國、萬二千餘里。 | 帯方郡から女王国までは一万二千里。 |

### 倭国の様子
魏志倭人伝の原文の抜粋と、石原道博編訳の「新訂 魏志倭人伝」を踏まえた日本語訳を収録した。訳文は一部修正してあります。
| 原文 | 日本語訳 |
| --- | --- |
| 男子無大小、皆黥面文身。 | 男子はどんな大小、みな顔や体に入墨をする。 |
| 自古以來、其使詣中國、皆自稱大夫。 | 古代からこのかた、その使者が中国に訪問すると、みな自ら大夫（卿の下、士の上の位）と称する。 |
| 夏后少康之子、封於會稽、斷髪文身、以避蛟龍之害。今倭水人好沈没捕魚蛤、文身亦以厭大魚水禽、後稍以爲飾。 | 夏后少康（夏第六代中興の主）の子が、會稽（浙江紹興）に封ぜられ、髪を断ち体に入墨をして、蛟竜（みずちとたつ）の害を避ける。いま倭の水人は、好んで潜って魚やはまぐりを捕らえ、体に入墨をして、大魚や水鳥の危害をはらう。後に入墨は飾りとなる。 |
| 諸國文身各異、或左或右、或大或小、尊卑有差。 | 諸国の入墨は各々異なり、あるいは左に、あるいは右に、あるいは大きく、あるいは小さく、身分の上下によって差がある。 |
| 計其道里、當在會稽東治之東。 | その道里を計ってみると、ちょうど會稽の東治(江蘇省紹興市）の東にあたる。 |
| 其風俗不淫。男子皆露紒、以木緜頭。其衣橫幅、但結束相連、略無縫。婦人被髪屈紒、作衣如單被、穿其中央、貫頭衣之。 | その風俗は淫らではない。男子は皆髷を露わにし、木綿 (ゆう)の布を頭に掛けている。その衣服は横幅の広い布を結び束ねているだけであり、ほとんど縫いつけていない。婦人は、髪は結髪のたぐいで、衣服は単衣（一重）のように作られ、その中央に孔を明け、頭を突っ込んで着ている。 |
| 種禾稻・紵麻、蠶桑緝績、出細紵・縑・緜。 | 稲・いちび・紵麻（からむし）を植えている。桑と蚕を育て、糸を紡いで、織物を作る。 |
| 其地無牛馬虎豹羊鵲。 | その地には、牛・馬・虎・豹・羊・鵲（かささぎ）はいない。 |
| 兵用矛・楯・木弓。木弓短下長上、竹箭或鐵鏃或骨鏃。所有無與儋耳・朱崖同。 | 兵器には、矛・盾・木弓を用いる。木弓は下を短く、上を長くし、竹の矢は、あるいは鉄の鏃（やじり）、あるいは骨の鏃である。風俗・習慣・産物等は儋耳（廣東儋県）・朱崖（廣東けい山県）と同じある。 |
| 倭地温暖、冬夏食生菜、皆徒跣。 | 倭の地は温暖で、冬も夏も生野菜を食べる。みな、裸足である。 |
| 有屋室、父母兄弟臥息異處。以朱丹塗其身體、如中國用粉也。食飲用籩豆、手食。 | 家屋があり、父母兄弟は寝たり休んだりする場所を異にする。朱丹を身体に塗っており、中国で粉を用いるようなものだ。飲食では高坏（たかつき）を用い、手で食べる。 |
| 其死、有棺無槨、封土作冢。始死停喪十餘曰。當時不食肉、喪主哭泣、他人就歌舞飲酒。已葬、擧家詣水中澡浴、以如練沐。 | 人が死ぬと、棺はあるが槨（そとばこ）は無く、土で封じて塚をつくる。死してから十日余りもがり（喪）し、その期間は肉を食べず、喪主は泣き叫び、他の人々は歌舞・飲酒する。埋葬が終わると、一家をあげて水中に入り、体を清める。これは練沐のようである。 |
| 其行來渡海詣中國、恒使一人、不梳頭、不去蟣蝨、衣服垢汚、不食肉、不近婦人、如喪人。名之爲持衰。若行者吉善、共顧其生口財物。若有疾病、遭暴害、便欲殺之、謂其持衰不謹。                                                                             | 倭の者が中国に詣るのに海を渡るときは、いつも一人の男子に、頭を櫛けずらず、虱が湧いても取らず、衣服は垢で汚れ、肉は食べず、婦人を近づけず、喪人のようにさせる。これを持衰（じさい）と名付ける。もし行く者が𠮷善であれば、生口や財物を与えるが。もし病気になり、災難にあえば、これを殺そうとする。その持衰が不謹慎だったからというのである。 |
| 出真珠・青玉。其山有丹、其木有柟・杼・櫲樟・楺・櫪・投橿・烏號・楓香、其竹篠・簳・桃支。有薑・橘・椒・蘘荷、不知以爲滋味。有獼猴・黒雉。 | 真珠や青玉が産出される。山には丹（あかつち）がある。木には柟（だん。クス）、杼（ちょ。トチ）、櫲樟（よしょう。クスノキ）・楺（ぼう。ボケ）・櫪（れき。クヌギ）・投橿（とうきょう。カシ）・烏号（うごう。ヤマグワ）・楓香（ふうこう。オカツラ）がある。竹には篠（じょう）・簳（かん。ヤタケ）・桃支（とうし。カヅラダケ）がある。薑（きょう。ショウガ）・橘（きつ。タチバナ）・椒（しょう。サンショウ）・蘘荷（じょうか。ミョウガ）があるが、それで味の良い滋養になるものをつくることを知らない。猿、黒雉がいる。 |
| 其俗舉事行來、有所云爲、輒灼骨而卜、以占吉凶。先告所卜、其辭如令龜法、視火坼占兆。 | その習俗は、事業を始めるときや、往来などのときは、骨を灼いて卜し、吉凶を占い、まず卜するところを告げる。その辞は令亀の法のように、焼けて出来る裂け目を見て、兆（しるし）を占う。 |
| 其會同坐起、父子男女無別。人性嗜酒。見大人所敬、但搏手以當跪拝。其人壽考、或百年、或八九十年。 | その会同・起坐には、父子男女の別は無い。人は酒好きである。大人の敬するところを見ると、ただ手を打って、跪拝（膝まづき拝する）の代わりにする。人は長生きで、あるいは百歳、あるいは八十、九十歳。 |
| 其俗、國大人皆四五婦、下戸或二三婦。婦人不淫、不妒忌。不盗竊、少諍訟。其犯法、輕者没其妻子、重者滅其門戸及宗族。尊卑各有差序、足相臣服。 | 風習では、国の身分の高い者はみな四、五人の妻を持ち、身分の低い者もあるいは二、三人の妻を持つ。婦人は淫せず、やきもちを焼かず、盗みかすめず、訴え事は少ない。その法を犯すと、軽い者はその妻子を没収し、重い者は一家及び宗族を滅ぼす。身分の上下によって、各々差別・順序があり、互いに臣服するに足りる。 |
| 收租賦、有邸閣。 | 租賦（ねんぐ）を収める邸閣が有った。 |
| 國國有市、交易有無使大倭監之。自女王國以北、特置一大率、檢察諸國、諸國畏憚之。常治伊都國、於國中有如刺史。 | 国々に市があり、貿易を行い、大倭（倭人中の大人）にこれを監督させていた。女王国より北には、特に一大率（いちだいそつ。王の士卒・中軍）を置き諸国を検察させ、諸国はこれを畏れ憚かっていた。常に伊都国で治めていた。国中（中国）の刺史のようなものである。 |
| 王遣使詣京都、帶方郡、諸韓國。及郡使倭國、皆臨津捜露、傳送文書、賜遣之物詣女王、不得差錯。 | 王が使いを遣わして京都（魏都洛陽）・帯方郡・諸韓国に行ったり、また郡が倭国に使いするときは、みんなが津に臨んで捜露（そうろ。探し表す）し、文書を伝送し賜遺の物を女王に届けるので、差錯（誤る、間違う）することはない。 |
| 下戸與大人相逢道路、逡巡入草。傳辭說事 或蹲或跪 兩手據地 爲之恭敬 對應聲曰噫 比如然諾 | 下戸が大人と道路で互いに逢うと、ためらって草に入り、辞を伝え、事を説く場合には、あるいはうずくまり、あるいはひざまづき、両手は地につけ、恭敬の態度を示す。対応の声を噫（あい）と言い、それは、承知の意味である。 |
| 其國本亦以男子爲王、住七八十年、倭國亂、相攻伐歷年、乃共立一女子爲王、名曰卑彌呼。事鬼道、能惑衆、年已長大、無夫壻、有男弟佐治國。自爲王以來、少有見者、以婢千人自侍、唯有男子一人、給飲食、傳辭出入。居處宮室、樓觀、城柵嚴設、常有人持兵守衞。 | その国は、もとは男子を以て王となし、留まること七、八十年。倭国が乱れ、互いに攻伐すること歴年、そこで共に一女子を立てて王とした。卑弥呼という名である。鬼道につかえ、よく衆を惑わせる。年は既に長大だが、夫は無く、男弟がおり、補佐して国を治めている。王となってから、朝見する者は少なく、下女千人を自ら侍らせる。ただ男子一人がいて、飲食を給し、辞を伝え、居所に出入する。宮室・楼觀・城柵をおごそかに設け、いつも人がおり、兵器を持って守衛する。                                                             |
| 女王國東渡海千餘里、復有國、皆倭種。又有侏儒國在其南、人長三四尺、去女王四千餘里、又有裸國、黒齒國、復在其東南、船行一年可至。 | 女王国の東、海を渡ること千余里、復、国があり、みな倭種である、又、侏儒（こびと）国が、その南にある、人のたけ三、四尺、女王を去ること四千余里、又、裸国・黒歯国がある、復その東南にある、船で一年ばかりで着くことができる。 |
| 参問倭地、絶在海中洲㠀之上、或絶或連、周旋可五千餘里。 | 倭の地について尋ねると、海中洲島の上に遠く離れて存在し、あるいは絶え、あるいは連なり、一周は五千余里ばかりか。 |

### 年表
魏志倭人伝の原文の抜粋と、石原道博編訳の「新訂 魏志倭人伝」を踏まえた日本語訳を収録した。
| 原文 | 日本語訳 |
| --- | --- |
| 景初二年六月 倭女王遣大夫難升米等詣郡 求詣天子朝獻 太守劉夏遣吏將送詣京都 | 景初二年（西暦二百三十八年）六月、倭の女王が大夫難升米等を遣わし、（帯方）郡に詣り、天子に詣り朝献するよう求めた。太守（郡の長官）劉夏は役人を遣わし、京都まで送らせた。 |
| 其年十二月 詔書報倭女王 曰（中略） | その年の十二月、詔書で、倭の女王に報じていうには、 （中略） |
| 正始元年 太守弓遵遺建中校尉梯儁等 奉詔書印綬詣倭國 拜假倭王 并齎詔賜金帛 錦 罽 刀 鏡 采物 倭王因使上表答謝詔恩 | 正始元年（西暦二百四十年）、太守弓遵は、建中校尉の梯儁らを遺わし、詔書・印綬を奉じて倭国に行き、倭王に拝仮して詔をもたらし、金帛・錦・罽・刀・鏡・采物を賜った。倭王は、使いに因って上表文を奉り、詔恩（天子からの恩典）を答謝した。 |
| 其四年 倭王復遺使大夫伊聲耆 掖邪狗等八人 上獻生口 倭錦 絳青縑 緜衣 帛布 丹木拊 短弓矢 掖邪狗等壹拜率善中郎將印綬 | その四年、倭王はまた使者の大夫伊声耆・掖邪狗ら八人を遣わし、生口・倭錦・絳青縑・綿衣・帛布・丹木拊（搏拊）・短弓矢を献上した。掖邪狗らは率善中郎将の印綬を拝受した。 |
| 其六年 詔賜倭難升米黃幢 付郡假授 | その六年、詔して、倭の難升米に黃幢を賜い、郡に付して仮に授けた。 |
| 其八年 太守王頎到官 倭女王卑彌呼與狗奴國男王卑彌弓呼素不和 遺倭載斯 烏越等詣郡 說相攻擊狀 遣塞曹掾史張政等 因齎詔書 黃幢 拜假難升米 爲檄告喻之 卑彌呼以死 大作冢 徑百餘歩 狥葬者奴碑百餘人 更立男王 國中不服 更相誅殺 當時殺千餘人 復立卑彌呼宗女壹與年十三爲王 國中遂定 政等以檄告喻壹與 壹與遣倭大夫率善中郎將掖邪狗等二十人 送政等還 因詣臺 獻上男女生口三十人 貢白珠五千孔 青大句珠二枚 異文雜錦二十匹 | その八年、太守王頎が官にやってきた。倭の女王卑弥呼は、狗奴国の男王卑弥弓呼（彦尊か）と旧より不和である。倭の載斯烏越らを遣わして郡に行き、互いに攻擊する状態を説明した。塞曹掾史張政らを遣わして、詔書・黃幢を齎し、難升米に仮に授けて、檄（ふれぶみ）を作り、これを告喻（告げ諭す）した。 卑弥呼の死によって大いに塚が作られた。径は百余歩、殉死した奴婢は百余人。さらに男王を立てたが、国中が服さない。互いに誅殺し合い、当時千余人を殺した。また卑弥呼の宗女の壱与という歳十三の者を立てて王とすると、国中がついに平定した。政（張政）らは檄を以て壱与を告諭した。壱与は倭の大夫の善中郎将掖邪狗ら二十人を遣わし、政（張政）らが還るのを送らせた。よって台（魏都洛陽の中央官庁）に行き、男女生口三十人を献上し、白珠を五千孔、青大勾珠を二枚、異文雑錦を二十匹、貢いだ。 |

倭および魏の使いを年代順に西暦で書くと、238年倭使、240年魏使、243年倭使、247年倭使・魏使・倭使となる。238年12月の文は詔が出された記事で、実際に届けられたのは240年である。同様に245年の難升米に黃幢を賜える記事も、この年に詔が出され、実際に届けられたのは247年であることに注意。またよく誤解されるが、247年に魏使が倭に来たのは245年の詔のせいであり、247年の倭使の訴えがあったためではない（ただし檄などはこれによるものであろう）。

## 邪馬台国論争
「魏志倭人伝」に書かれた里数や日数を、不用意に適用すると、日本列島を越えて太平洋上になるため、邪馬台国の位置や道程の比定は決定的な説が見いだされていない。位置の比定について有力なものに「畿内説」と「九州説」がある。道程の比定について有力なものに「連続説」と「放射説」がある（邪馬台国#位置に関する論争を参照）。

## 「魏志倭人伝」と他の歴史書との関係

### 『後漢書』倭伝
范曄の『後漢書』「東夷伝」に、倭についての記述がある。
その内容は「魏志倭人伝」と共通点があるが、『後漢書』倭伝には「魏志倭人伝」には年代が特定されていない「桓霊間倭國大亂」等の記事もある。

### 『隋書』倭国伝
『隋書倭国伝』では、『倭國（隋書は倭を“俀”につくる。倭国に訂正）』について、『倭国は百済・新羅の東南にあり。水陸三千里、大海の中において山島に依って居る。』・『その国境は東西五月行、南北三月行にして、各々海に至る。』・『邪靡堆（北史には邪摩堆とある。靡は摩の誤りであろう）に都す、則ち「魏志」のいわゆる邪馬台なる者なり。古より（北史では“又”）いう、「楽浪郡境および帯方郡を去ること並びに一万二千里にして、会稽の東にあり、儋耳と相近し」と。』とある。『隋書』は『魏略』『魏志』『後漢書』と『宋書』『梁書』とを参考にしながら、総合的に記述されているとのこと。